# Egon Münzenberg
Egon Josef Münzenberg (* 1940 in Heerlen als Egon Josef André; † 26. Januar 2014) war ein deutscher Architekt und Fußballfunktionär. Er war von 1978 bis 1984 Präsident von Alemannia Aachen.

## Leben und Wirken
Der Neffe des ehemaligen Nationalspielers Reinhold Münzenberg folgte 1974 seinem Onkel und amtierenden Präsidenten in das Präsidium von Alemannia Aachen. Mit Gründung der zweigleisigen Zweiten Bundesliga zu Beginn der Saison 1974/75, in der auch Alemannia spielte, setzte sich Egon Münzenberg im Präsidium maßgeblich dafür ein, dass der Kader mit großem finanziellem Aufwand für die neue Liga aufgerüstet wurde. Der sportliche Erfolg blieb jedoch aus und fast wäre man in der Saison 1977/78 sogar abgestiegen. Noch im selben Jahr wurde Egon Münzenberg zum Präsidenten gewählt und unter seiner Leitung folgten zunächst einige erfolgreiche Jahre für den Fußballverein, die mit der Qualifikation für die eingleisige 2. Bundesliga in der Saison 1981/82 ihren Höhepunkt hatte.
Ab der nächsten Spielzeit konnte sich der Verein zwar in der oberen Tabellenregion stabilisieren, doch der erstrebte Aufstieg in die Fußball-Bundesliga wurde nicht erreicht und Münzenberg wechselte in den nächsten drei Jahren gleich siebenmal den Trainer aus, was im deutschen Fußball bislang einmalig war. Aufgrund der damit verbundenen Abfindungszahlungen bei gleichzeitig zurückgehenden Einnahmen häufte der Verein bis 1984 einen Schuldenstand von rund 3,5 Millionen DM an. Zur gleichen Zeit brach für den „Baulöwen“ Münzenberg durch zu hohen finanziellen Einsatz und die Krise im Baugewerbe sein Immobilienimperium zusammen und das noch von seinem Onkel mit aufgebauten Bauunternehmen Goffart & Münzenberg, an dem Egon beteiligt war, musste Konkurs anmelden. Das anschließende Vergleichsverfahren war mit einem Volumen von mehr als 100 Millionen D-Mark damals das größte in Deutschland, aufgrund einer von Münzenberg übernommenen Bürgschaft über 12 Millionen Mark geriet auch der Klub in Schwierigkeiten. Münzenberg setzte sich daher 1984 nach Kanada ab, wo er an drei großen Geschäftshäusern in Vancouver beteiligt war, und erklärte von dort per Fax der Alemannia Aachen seinen Rücktritt. 1987 beglich Egon Münzenberg mit einer Überweisung in Höhe von 400.000 DM seine Schulden an den Verein.
Im Alter von 73 Jahren erlag Münzenberg, der bis zuletzt die Entwicklung von Alemannia Aachen verfolgt hatte, im Urlaub auf Bali einem Herzanfall.